# Större musöra
Större musöra (Myotis myotis) är en fladdermus som först beskrevs av Moritz Balthasar Borkhausen 1797. Större musöra ingår i släktet Myotis, och familjen läderlappar. Inga underarter finns listade. Den kallas även stort musöra.

## Utseende och läte
Större musöra är en av Europas största fladdermusarter med en vingbredd upp till 45 cm, kroppslängd mellan 6,5 och 9 cm och vikt upp till 40 g. Pälsen är mellanbrun på ovansidan, ljusgrå under. Yngre individer är mera jämnfärgade. Arten har 55,0 till 66,9 mm långa underarmar och 24,4 till 27,8 mm låga öron som är cirka 16 mm breda. Hos de flesta individer har örats tragus en svart fläck vid spetsen.
Lätet är långsamma ljudpulser med en medelfrekvens på omkring 35 kHz.

## Utbredning
Arten förekommer i Syd- och Centraleuropa, i Nordafrika och delar av Asien. Arten förekommer sällsynt, men reproducerar sig inte, i Sverige. Första gången observerades den i Fyledalen i Skåne 1985

## Ekologi
Större musöra börjar jaga efter solnedgången. Flykten varierar i hastighet. Födan består framför allt av skalbaggar, gärna jordlöpare, och stora fjärilar. Den kan även ta spindlar. Arten uppehåller sig i öppna marker och längs skogsbryn. Vinterdvalan tillbringas i grottor och andra håligheter. Dagvistet är i liknande lokaler, men även byggnader kan användas.
Honor bildar under våren efter parningen egna kolonier som är skilda från de flesta vuxna hannarna (ett fåtal hannar accepteras). Dessa kolonier kan ha flera tusen medlemmar (inklusive ungarna). I maj eller juni föder honorna sina ungar och 6 till 8 veckor senare blir ungarna självständiga. Från och med augusti bildas åter blandade kolonier. Unga honor har efter ett eller två år egna ungar.

## Hot och status
IUCN kategoriserar Större musöra globalt som livskraftig.